# بغداد (ترانه)
«بغداد» دومین ویدئو کلیپ از دومین آلبوم استودیویی آیلا چلیک به نام من است.

## دربارهٔ ترانه
شعر و موسیقی اثر کار آیلا چلیک است، اما تنظیم اثر توسط اورهان سانجاک انجام شده است. بیازیت اوزتورک در این ترانه چلیک را همراهی کرده است. قبل از اینکه کلیپ ترانه بیرون آید، در فهرست پرشنفته‌ترین‌ها و دانلودشده‌ترین‌های فیزی و ترک تلکام موزیک در رتبهٔ نخست قرار گرفت. هر دو نسخهٔ ترانهٔ «بغداد» در آی‌تیونز و اپل‌میوزیک نیز در دو جایگاه نخست قرار گرفتند. همچنین، در فهرست شزم نیز صدرنشین شد.
آیلا چلیک تنظیم تازه‌ای از ترانه را برای حمایت کردن از تیم ملی فوتبال ترکیه در رقابت‌های جام ملت‌های اروپا ۲۰۱۶ مجدداً آماده کرد. چلیک از تیم ملی که در آنتالیا کمپ زده بود دیدار و با بازیکنان و کادر فنی ملاقات کرد. چلیک نسخهٔ فوتبالی ترانهٔ «بغداد» را همراه سرمربی، فاتح تریم، و بازیکنان خواند.
این ترانه در ۴۳مین جوایز پروانهٔ طلایی که در سال ۲۰۱۶ برگزار شد جایزهٔ «ترانهٔ سال» را برد.

## دربارهٔ ویدئو کلیپ
ویدئو کلیپ ۲۵ مهٔ ۲۰۱۶ منتشر شد. فیلمبرداری‌های کلیپ در ایستگاه راه‌آهن حیدرپاشا انجام شد. بیازیت اوزتورک هم که آخرین بار در سال ۲۰۰۰ در کلیپی نقش ایفا کرده بود، در این کلیپ آیلا چلیک را همراهی کرد. یک گروه بازیگری متشکل از تقریباً ۳۰ شخصیت در کلیپ ایفای نقش کرد. فیلمبرداری را ولی کوزلو و کارگردانی را بدران گوزل بر عهده داشتند.

## فهرست‌ها
| فهرست (۲۰۱۵)                                | بهترین رتبه |
| ------------------------------------------- | ----------- |
| فهرست رسمی ترکیه                            | ۱           |
| فهرست ۳۰ تای برتر آلِم اف‌ام                  | ۱           |
| فهرست ۲۰ تای برتر بِست اف‌ام                  | ۱           |
| ۲۰ تای برتر تلویزیون کرال پاپ               | ۱           |
| فهرست ۲۰ تای برتر رادیو کرال پاپ            | ۱           |
| فهرست ۱۰ تایی کرال پاپ                      | ۱           |
| فهرست ۲۰ تای کرال اف‌ام ان کرال              | ۱           |
| فهرست ۲۰ تای برتر کوپه اف‌ام                 | ۱           |
| فهرست ۴۰ تایی پاپ تلویزیون پوورتورک         | ۱           |
| فهرست ۲۰ تای برتر رادیو مگا                 | ۱           |
| فهرست ۱۰ تای نخست رادیو موزیک               | ۱           |
| فهرست ۲۰ تای برتر رادیو ویوا                | ۱           |
| فهرست ۲۰ تایی بهتر رادیو ۷                  | ۱           |
| فهرست ۱۰ تای برتر رادیو شو                  | ۱           |
| فهرست ۲۰ تای برتر اسلو تورک                 | ۱           |
| فهرست ۴۰ تای برتر رادیو تلیف‌متره            | ۱           |
| فهرست ۴۰ تای برتر تلویزیون تلیف‌متره         | ۱           |
| فهرست ۲۰ تای برتر تلویزیون تی‌ام‌بی           | ۱           |
| فهرست ۱۰۰ تای پرشنفته‌ترین ترک تلکام موزیک   | ۱           |
| فهرست ۱۰۰ تای دانلودشده‌ترین ترک تلکام موزیک | ۱           |
| فهرست ۱۰۰ تای برتر ترک تلکام موزیک          | ۱           |

## یادداشت
1. ↑  Aşk Şarkıları
2. ↑  Altın Sarısı
3. ↑  Fizy
4. ↑  Türk Telekom Müzik
5. ↑  Veli Kuzlu
6. ↑  Bedran Güzel